# Protaetia aterrima
Protaetia aterrima är en skalbaggsart som beskrevs av Nonfried 1895. Protaetia aterrima ingår i släktet Protaetia och familjen Cetoniidae. Inga underarter finns listade i Catalogue of Life.